# Pieces of a Dream
Pieces of a Dream é um álbum dos melhores êxitos da cantora e compositora pop Anastacia, incluí êxitos single dos três álbuns de estúdio anteriores lançados pela mesma. Apenas dois singles lançados foram excluídos do alinhamento, como "Boom" e "Love Is a Crime".
A versão padrão foi também lançado no iTunes, com a excepção da canção "Everything Burns" e o "Club Megamix"'. O álbum regressou às tabelas musicais do Reino Unido em 2007.

## Faixas
1. "I'm Outta Love" (Anastacia, Sam Watters, Louis Biancaniello) – 4:05
2. "Not That Kind" (Anastacia, Will Wheaton, Marvin Young) – 3:23
3. "Cowboys & Kisses" (Anastacia, Biancaniello, Jive, Charlie Pennachio) – 4:38
4. "Made for Lovin' You" (Anastacia, Watters, Biancaniello) – 3:38
5. "Paid My Dues" (Anastacia, Greg Lawson, Damon Sharpe, LaMenga Kafi) – 3:22
6. "One Day in Your Life" (Anastacia, Watters, Biancaniello) – 3:29
7. "Why'd You Lie to Me" (Anastacia, Sharpe, Lawson, Trey Parker, Damon Butler, Canela Cox) – 3:45
8. "You'll Never Be Alone" (Anastacia, Watters, Biancaniello) – 4:38
9. "Left Outside Alone" (Anastacia, Dallas Austin, Glen Ballard) – 4:18
10. "Sick and Tired" (Anastacia, Austin, Ballard) – 3:32
11. "Welcome to My Truth" (Anastacia, Kara DioGuardi, John Shanks) – 4:04
12. "Heavy on My Heart" (Anastacia, Billy Mann) – 4:28
13. "Everything Burns" (Ben Moody com Anastacia) (Ben Moody) – 3:43
14. "I Belong to You (Il Ritmo della Passione)" (com Eros Ramazzotti) (Eros Ramazzotti, Claudio Guidetti, Anastacia, Kaballà, DioGuardi) – 4:27
15. "Pieces of a Dream" (Anastacia, Ballard, David Hodges) – 4:03
16. "In Your Eyes" (Anastacia, Ballard) – 4:09
17. "Club Megamix" – 11:48

### Versão BónusRemix
1. "I'm Outta Love" (Hex Hector Edição de Rádio) – 4:00
2. "Left Outside Alone" (M*A*S*H Radio Mix) – 3:57
3. "Paid My Dues" (The S-Man's Darkstar Mix) – 5:17
4. "Sick and Tired" (Jason Nevins Funkrock Remix Edit) – 3:24
5. "Why'd You Lie to Me" (Nu Soul DnB Mix) – 6:38
6. "Love Is a Crime" (Thunderpuss Club Mix) – 7:46
7. "Not That Kind" (Kerri Chandler Mix - Edição de Rádio) – 3:45
8. "One Day in Your Life" (Hex Hector/Mac Quayle Club Mix) – 8:26
9. "Left Outside Alone" (Jason Nevins Global Club Edit) – 3:44
10. "Not That Kind" (Ric Wake Club Final) – 7:05
11. "Love Is a Crime" (Cotto's Doin' the Crime Mix) – 6:33
12. "Boom" (Thunderpuss Tribe-a-pella Mix) – 6:49
13. "One Day in Your Life" (Almighty Mix) – 6:07
14. "Sick and Tired" (Jason Nevins Electrochill Remix Edit) – 3:25

## Singles
- "Pieces of a Dream" foi escrita pela cantora, por Glen Ballard e David Hodges. Produzido por David Hodges e lançado a 11 de Novembro de 2005 na Europa, como single de promoção do álbum. Entrou em tabelas musicais de países como a Alemanha e nos Países Baixos, alcançando a primeira posição em Espanha.